# Jeffrey Wright
Jeffrey Wright (n. 7 decembrie 1965, Washington, D.C., District of Columbia, SUA) este un actor american.

## Filmografie ca actor

### Film
| † | Înseamnă că nu a fost lansat |

| An   | Titlu                                  | Rol                       | Note           |
| ---- | -------------------------------------- | ------------------------- | -------------- |
| 1990 | Presumed Innocent                      | Prosecuting Attorney      |                |
| 1992 | Jumpin' at the Boneyard                | Derek                     |                |
| 1996 | Faithful                               | Young Man                 |                |
| 1996 | Basquiat                               | Jean-Michel Basquiat      |                |
| 1997 | Critical Care                          | Bed Two                   |                |
| 1998 | Too Tired to Die                       | Balzac Man                |                |
| 1998 | Celebrity                              | Greg                      |                |
| 1998 | Meschugge                              | Win                       |                |
| 1998 | Blossoms and Veils                     | Ben                       |                |
| 1999 | Cement                                 | Ninny                     |                |
| 1999 | Ride with the Devil                    | Daniel Holt               |                |
| 2000 | Hamlet                                 | Gravedigger               |                |
| 2000 | Crime and Punishment in Suburbia       | Chris                     |                |
| 2000 | Shaft                                  | Peoples Hernandez         |                |
| 2001 | Ali                                    | Howard Bingham            |                |
| 2002 | D-Tox                                  | Jaworski                  |                |
| 2004 | Sin's Kitchen                          | Rex                       |                |
| 2004 | The Manchurian Candidate               | Al Melvin                 |                |
| 2005 | Broken Flowers                         | Winston                   |                |
| 2005 | Syriana                                | Bennett Holiday           |                |
| 2006 | Lady in the Water                      | Mr. Dury                  |                |
| 2006 | Casino Royale                          | Felix Leiter              |                |
| 2007 | The Invasion                           | Dr. Stephen Galeano       |                |
| 2007 | Blackout                               | Nelson                    | Și producător  |
| 2008 | W.                                     | Colin Powell              |                |
| 2008 | Quantum of Solace                      | Felix Leiter              |                |
| 2008 | Cadillac Records                       | Muddy Waters              |                |
| 2009 | One Blood                              | Dan Clark                 | Also producer  |
| 2011 | Source Code                            | Dr. Rutledge              |                |
| 2011 | The Ides of March                      | Senator Thompson          |                |
| 2011 | Extremely Loud & Incredibly Close      | William Black             |                |
| 2013 | Broken City                            | Carl Fairbanks            |                |
| 2013 | A Single Shot                          | Simon                     |                |
| 2013 | The Hunger Games: Catching Fire        | Beetee                    |                |
| 2013 | The Inevitable Defeat of Mister & Pete | Henry                     |                |
| 2014 | Ernest & Celestine                     | Grizzly Judge (voice)     | English dub    |
| 2014 | Only Lovers Left Alive                 | Dr. Watson                |                |
| 2014 | The Hunger Games: Mockingjay – Part 1  | Beetee                    |                |
| 2015 | The Hunger Games: Mockingjay – Part 2  | Beetee                    |                |
| 2015 | The Good Dinosaur                      | Poppa Henry (voice)       |                |
| 2018 | Monster                                | Mr. Harmon                |                |
| 2018 | The Public                             | Mr. Anderson              |                |
| 2018 | Game Night                             | FBI Agent Ron Henderson   | Uncredited     |
| 2018 | Age Out                                | Detective Portnoy         |                |
| 2018 | O.G.                                   | Louis                     |                |
| 2018 | Hold the Dark                          | Russell Core              |                |
| 2019 | The Laundromat                         | Malchus Irvin Boncamper   |                |
| 2019 | The Goldfinch                          | James "Hobie" Hobart      |                |
| 2019 | Rigged: The Voter Suppression Playbook | Narator                   |                |
| 2020 | All Day and a Night                    | J.D.                      |                |
| 2021 | The French Dispatch                    | Roebuck Wright            |                |
| 2021 | No Time to Die                         | Felix Leiter              |                |
| 2022 | The Batman                             | Jim Gordon                |                |
| 2023 | Asteroid City                          | General Gibson            |                |
| 2023 | Atrabilious                            | Vincent Daugherty         |                |
| 2023 | Rustin                                 | Adam Clayton Powell Jr.   |                |
| 2023 | American Fiction                       | Thelonious "Monk" Ellison |                |
| TBA  | High and Low                           | Va fi anunțat             | Post-productie |

### Televiziune
| An           | Titlu                              | Rol                                                                  | Note                                    |
| ------------ | ---------------------------------- | -------------------------------------------------------------------- | --------------------------------------- |
| 1991         | Separate but Equal                 | William T. Coleman                                                   | Film TV                                 |
| 1993         | The Young Indiana Jones Chronicles | Sidney Bechet                                                        | 2 episoade                              |
| 1994         | New York Undercover                | Andre Foreman                                                        | Episodul: "Garbage"                     |
| 1997         | Homicide: Life on the Street       | Hal Wilson                                                           | 3 episoade                              |
| 2001         | Boycott                            | Dr. Martin Luther King Jr.                                           | Film TV                                 |
| 2003         | Angels in America                  | Norman "Belize" Arriaga / Mr. Lies / Homeless Man / The Angel Europa | 6 episodes                              |
| 2005         | Lackawanna Blues                   | Mr. Paul                                                             | Film TV                                 |
| 2007         | American Experience                | Narrator                                                             | Episode: "New Orleans"                  |
| 2012         | House                              | Dr. Walter Cofield                                                   | Episode: "Nobody's Fault"               |
| 2013–2014    | Boardwalk Empire                   | Valentin Narcisse                                                    | 11 episodes                             |
| 2016         | The Venture Brothers               | Think Tank (voice)                                                   | Episode: "Tanks for Nuthin"             |
| 2016         | Confirmation                       | Charles Ogletree                                                     | Film TV                                 |
| 2016         | BoJack Horseman                    | Cuddlywhiskers / Father (voice)                                      | 3 episodes                              |
| 2016–2022    | Westworld                          | Bernard Lowe / Arnold Weber                                          | Rol principal                           |
| 2017         | She's Gotta Have It                | Purple "ITIS" Voice (voice)                                          | Episode: "#NolasChoice (3 DA HARD WAY)" |
| 2019         | Sesame Street                      | Bernard Lowe                                                         | Segment: "Respect World"                |
| 2019         | Green Eggs and Ham                 | McWinkle (voice)                                                     | 13 episodes                             |
| 2019         | Rick and Morty                     | Tony (voice)                                                         | Episode: "The Old Man and the Seat"     |
| 2020         | Finding Your Roots                 | Rolul său                                                            | Episode: "This Land is My Land"         |
| 2020         | The Daily Show with Trevor Noah    | Narrator                                                             | Episode dated 28 August 2020            |
| 2021–prezent | What If...?                        | The Watcher (voice)                                                  | Main role                               |
| 2023         | Digman!                            | (voice)                                                              | Episode: "The Grail"                    |
| 2023         | I Am Groot                         | The Watcher (voice)                                                  | Episode: "Groot and the Great Prophecy" |
| 2024         | Ark: The Animated Series           | Henry Townsend (voce)                                                | [ 6 ]                                   |
| 2025         | The Last of Us                     | Isaac Dixon                                                          | [ 7 ]                                   |
| 2025         | The Agency †                       | Henry                                                                | In production                           |

### Teatru
| An   | Titlu                                    | Rol                                           | Autor            | Clădire                           |
| ---- | ---------------------------------------- | --------------------------------------------- | ---------------- | --------------------------------- |
| 1993 | Angels in America: Millennium Approaches | Belize / Mr. Lies                             | Tony Kushner     | Walter Kerr Theatre, Broadway     |
| 1993 | Angels in America: Perestroika           | Belize / Mr. Lies / Council of Principalities | Tony Kushner     | Walter Kerr Theatre, Broadway     |
| 1996 | Bring in 'da Noise, Bring in 'da Funk    | Da Voice                                      | Reg E. Gaines    | Ambassador Theatre, Broadway      |
| 2002 | Topdog/Underdog                          | Lincoln                                       | Suzan-Lori Parks | Ambassador Theatre, Broadway      |
| 2010 | A Free Man of Color                      | Jacques Cornet                                | John Guare       | Vivian Beaumont Theatre, Broadway |

### Jocuri video
| An   | Titlu                  | Rol         | Note                       |
| ---- | ---------------------- | ----------- | -------------------------- |
| 2020 | The Last of Us Part II | Isaac Dixon | Voice; Also motion capture |

### Audio
| An   | Titlu                        | Rol                | Companie de producție | Note  |
| ---- | ---------------------------- | ------------------ | --------------------- | ----- |
| 2021 | The Sandman: Act II          | Destiny            | Audible               | [ 8 ] |
| 2021 | Batman: The Audio Adventures | Batman/Bruce Wayne | Blue Ribbon Content   |       |